# Odorovți, Montana
Odorovți (în bulgară Одоровци) este un sat în comuna Brusarți, regiunea Montana,  Bulgaria. 

## Demografie
Componența etnică a satului Odorovți
     Bulgari (92%)
     Nicio identificare (8%)
     Altele (0%)
La recensământul din 2011, populația satului Odorovți era de 25 locuitori. Din punct de vedere etnic, majoritatea locuitorilor (92%) erau bulgari. Pentru 8% din locuitori nu este cunoscută apartenența etnică.